# Kovamoszatok
A kovamoszatok (Diatomeae) a Sar szupercsoportba tartozó sárgásmoszatok (Stramenopila) törzsének egy kládja.

## Leírásuk
Egysejtű vagy sejtkötelékben együtt maradó moszatok. Édes- és tengervízben élnek. Több mint 100 000 fajuk ismert. A kovamoszatok színtestei sárgásbarnák. A sejtet két egymásba illő szilícium tartalmú kemény kovahéj zárja körül. A kovamoszatok a héj apró pórusain keresztül nyálkát bocsátanak ki, és ennek segítségével végeznek helyváltoztatást. Többnyire egyenként élnek a vízben lebegve, vagy az aljzathoz tapadva. Sok faj sejtjei az osztódásuk után közös nyálkaburokban együtt maradnak laza sejttársulást alkotva. A tengerek vizében, óriási mennyiségben fordulnak elő. Az elpusztult és a tengerfenekére süllyedt kovahéjak egyes helyeken több méter vastag kovaföld réteggé alakultak ki az elmúlt évmilliók folyamán.

## Jelentőségük

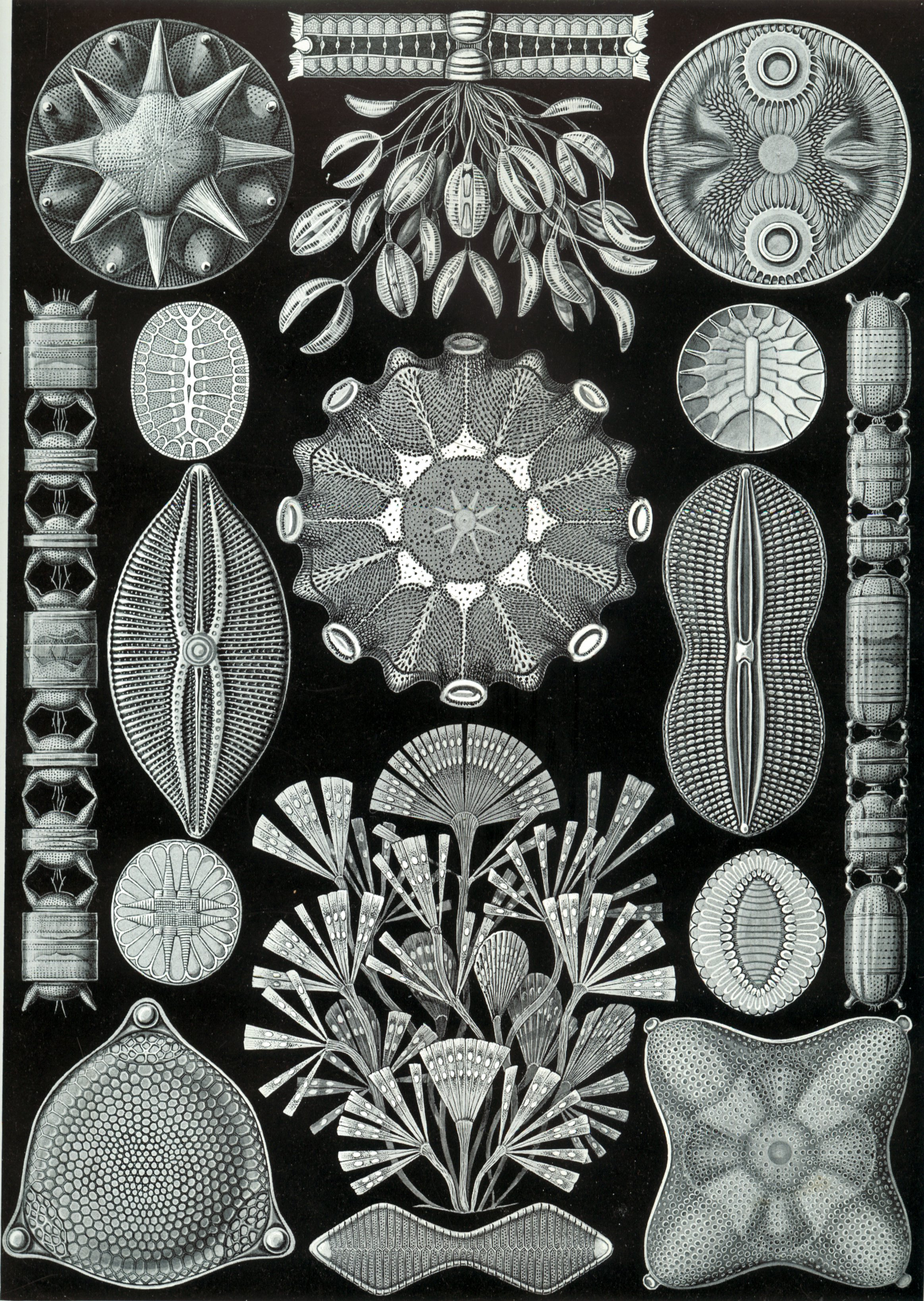
Különféle kovaalgák Ernst Haeckel

A leülepedett páncéljukból kovaföld képződik, ebből készítenek szűrőket, csiszolóporokat, hang- és hőszigetelőket. Csomósodás, konkréció révén kovakő alakulhat ki. A kovamoszatok rongálják a hidakat, víz alatti építményeket, eltömítik a vízvezetékeket. Kovaföldből képződnek a dialomit, dolomit, treppel kőzetek. Részt vesznek a talaj képződésében. Kovaföldet használt Alfred Nobel a dinamit készítéséhez.
A szén-dioxid elnyelésével és az oxigén kibocsátásával létfontosságú szerepet játszanak a Föld életfenntartó rendszerének fenntartásában, hiszen a Földön végbemenő fotoszintézis egynegyedéért felelősek. A fotoszintézis a földi élet energetikai alapja. A kovamoszatok egy százalékos biomassza részarányukkal mintegy 20 százalékos globális CO2 megkötést végeznek, ugyanakkor a Föld oxigénjének ötven százalékát biztosítják.
A fitoplanktonok képesek a folyamatosan növekvő szén-dioxid és egyéb üvegházhatás miatt kibocsátott gázok elnyelésére. Kutatók egy kísérlet során megállapították, hogy „az óceán vastartalmú vegyületekkel történő trágyázása a bonyolult mikroszkopikus fajokból álló fitoplanktonok virágzását idézte elő, ami által jelentős mennyiségű szén-dioxid került az óceánok mélyére.” A kísérlet alatt a kovamoszatok virágzása négy héttel a "trágyázás" után tetőzött. Ezt számos kovamoszatfaj pusztulása követte, ezek viaszos anyagot alkotva a zooplanktonok ürülékével együtt a tenger mélyére süllyedtek alá.

## Rendszerezésük
A sárgásmoszatok (Stramenopila) rendszerezése sokáig vitatott volt: nem volt egyetértés a klád rangja tekintetében. Az idők során a kovamoszatok besorolását és tudományos nevét többször is megváltoztatták: Diatomophyceae, Bacillariophyta, újabban pedig Bacillariophyceae és Diatomeae. Adl  et al. 2019-es ajánlásában javasolják a taxonrangok elhagyását.
Hagyományosan a kovamoszatokat 2 rendre vagy osztályra osztották fel:
- Centrales - radiális szimmetriájúak
- Pennales - kétoldali szimmetriájúak

Az előbbi parafiletikus csoportot alkot az utóbbival.
A Pennales-fajokat a testük közepén végigfutó kiemelkedés jelenléte és hiánya alapján rendszerezték. Egy korszerűbb rendszertani besorolást 1990-ben Round, Crawford és Mann kutatók alkottak meg; ők akkortájt e csoportot törzsként kezelték, Bacillarophyta néven, a törzsbe pedig 3 osztályt és több rendet helyeztek.
- Coscinodiscophyceae Round & R.M.Crawford: - radiális szimmetriájúak
  - Anaulales Round & R.M.Crawford
  - Arachnoidiscales Round
  - Asterolamprales Round
  - Aulacoseirales R.M.Crawford
  - Biddulphiales
  - Chaetocerotales Round & R.M.Crawford
  - Chrysanthemodiscales Round
  - Corethrales Round & R.M.Crawford
  - Coscinodiscales Round
  - Cymatosirales Round & R.M.Crawford
  - Desmomastigales
  - Ethmodiscales Round
  - Hemiaulales Round & R.M.Crawford
  - Leptocylindrales Round & R.M.Crawford
  - Lithodesmiales
  - Melosirales R.M.Crawford
  - Orthoseirales R.M.Crawford
  - Paraliales R.M.Crawford
  - Rhizosoleniales
  - Stictocyclales Round
  - Stictodiscales Round & R.M.Crawford
  - Thalassiosirales
  - Triceratiales Round & R.M.Crawford
- Fragilariophyceae F.E.Round: - kétoldali szimmetriájúak középvonali kiemelkedés nélkül
  - Ardissoneales F.E.Round
  - Climacospheniales Round
  - Cyclophorales Round & R.M.Crawford
  - Fragilariales P.C.Silva
  - Licmophorales Round
  - Protoraphidales Round
  - Rhabdonematales Round & R.M.Crawford
  - Rhaphoneidales Round
  - Striatellales F.E.Round
  - Tabellariales Round
  - Thalassionematales Round
  - Toxariales Round
- Bacillariophyceae Haeckel, 1878, emend. D.G.Mann: - kétoldali szimmetriájúak középvonali kiemelkedéssel
  - Achnanthales P.C.Silva
  - Bacillariales Hendey
  - Cymbellales D.G.Mann
  - Dictyoneidales D.G.Mann
  - Eunotiales P.C.Silva
  - Lyrellales D.G.Mann
  - Mastogloiales D.G.Mann
  - Naviculales Bessey
  - Rhopalodiales D.G.Mann
  - Surirellales D.G.Mann
  - Thalassiophysales D.G.Mann

A kovamoszatok helye a sárgásmoszatokon belül, továbbá a benne levő osztályok, alosztályok és rendek rendszertani besorolása idővel változott: 2004-ben Medlin és Kaczmarska a következőképpen rendszerezték a kovamoszatokat:
- Bacillariophyta
  - Coscinodiscophytina
    - Coscinodiscophyceae (radiális szimmetriájúak)

  - Bacillariophytina 
    - Mediophyceae (sarki előfordulásuak)
    - Bacillariophyceae (kétoldali szimmetriájúak)

2019-ben Adl  et al. rendszertana a következő kovamoszatkládokat különböztette meg:
- Diatomeae
  - Leptocylindrophytina
    - Leptocylindrophyceae
    - Corethrophyceae

  - Ellerbeckiophytina
  - Probosciophytina
  - Meiosirophytina
  - Coscinodiscophytina
  - Rhizosoleniophytina
  - Arachnoidiscophytina
  - Bacillariophytina
    - Mediophyceae
      - Chaetocerotophycidae
      - Lithodesmiophycidae
      - Thalassiosirophycidae
      - Cymatosirophycidae
      - Odontellophycidae
      - Chrysanthemodiscophycidae

    - Biddulphiophyceae
      - Biddulphiophycidae
      - Attheya

    - Bacillariophyceae
      - Striatellaceae
      - ?Urneidophycidae
      - Fragilariophycidae
      - Bacillariophycidae

## Fordítás
- Ez a szócikk részben vagy egészben  a   Diatom című angol Wikipédia-szócikk ezen változatának fordításán alapul.  Az eredeti cikk szerkesztőit annak laptörténete sorolja fel. Ez a jelzés csupán a megfogalmazás eredetét és a szerzői jogokat jelzi, nem szolgál a cikkben szereplő információk forrásmegjelöléseként.